# Будівельний майданчик (оповідання)
«Будівельний майданчик» (англ. Construction Shack) — науково-фантастичне оповідання Кліффорда Сімака, вперше опубліковане журналом «Worlds of If» у січні 1973 року.

## Сюжет
Після того, як безпілотний корабель-розвідник виявив на Плутоні ідеально рівну поверхню і регулярні точки, туди направляють корабель з трьома науковцями.
Проба поверхні виявляє, що Плутон є порожньою сферою з неіржавіючої сталі.
Науковці знаходять люк в поверхні зі сховком для креслень.